# Palombaro
Palombaro es una localidad de 1.146 abitanti en la provincia de Chieti: forma parte de la Comunità Montana della Maielletta.

## Evolución demográfica
| Gráfica de evolución demográfica de Palombaro entre 1861 y 2001 |
|                                                                 |
| Fuente ISTAT - elaboración gráfica de Wikipedia                 |

- Datos: Q51260
- Multimedia: Palombaro / Q51260

1. ↑  Worldpostalcodes.org, código postal n.º 66010.
2. ↑  «Codici Catastali». Comuni-italiani.it (en italiano). Consultado el 29 de abril de 2017.